# Tato (Festung)

Eine Abbildung eines typischen westafrikanischen Tatos im 19. Jahrhundert

Ein Tato (Schreibvariante: Tata) war ein Festungsbau der lokalen Bevölkerung in Westafrika des 13. bis 19. Jahrhunderts. (Die Festungen der britischen und französischen Kolonialherren werden Forts genannt).
Besonders zu Zeiten während der Soninke-Marabut-Kriege, die in den frühen 1850ern begannen, war diese Art des Festungsbaus in Senegambia, also in den heutigen Staaten Gambia und Senegal, verbreitet. Teils sind Reste von ehemaligen Tatos in Gambia noch erhalten, das National Centre for Arts and Culture listet einige Standorte auf.
Das bekannteste ist vielleicht das Tato bei Genieri.